# Capitaneria generale del Guatemala
La capitaneria generale del Guatemala (spagnolo: capitanía general de Guatemala), nota anche come Regno del Guatemala (spagnolo: Reino de Guatemala), fu una divisione amministrativa dell'America spagnola che copriva buona parte dell'America centrale, inclusi gli attuali Costa Rica, Nicaragua, Honduras, El Salvador, Guatemala e lo stato messicano del Chiapas. Il governatore-capitano generale era anche presidente della Audiencia Reale del Guatemala.

## Precedenti
La colonizzazione dell'area che in futuro sarebbe diventata la capitaneria generale iniziò nel 1524. A nord, i fratelli Gonzalo, Pedro de Alvarado, Hernán Cortés ed altri guidarono varie spedizioni all'interno di Guatemala ed Honduras. A sud Francisco Hernández de Córdoba, che agiva col conforto di Pedrarias Dávila a Panama, entrava nell'attuale Nicaragua.
La capitale del Guatemala si spostò molte volte nel primo decennio. Nel 1540 la città di Santiago de los Caballeros de Goathemala fu fondata dopo l'abbandono di Tecpán Guatemala a causa della sua vulnerabilità. Il secondo insediamento fu distrutto nel 1542 da un'alluvione, e venne fondata la nuova capitale di Antigua Guatemala per sostituire la vecchia. Nonostante Antigua Guatemala fosse diventata nei secoli successivi una delle capitali più ricche del Nuovo Mondo, fu a sua volta abbandonata nel 1776, dopo che una serie di terremoti la distrussero. La terza capitale fu l'odierna Città del Guatemala.
La Chiesa giocò un ruolo importante nell'amministrazione dei possedimenti oltremare della corona spagnola. Le prime diocesi furono quelle di León in Nicaragua, e quella di Santiago di Guatemala nel 1534. Un'altra diocesi prese vita nel Chiapas nel 1539. Le diocesi del Guatemala e del Chiapas dipesero dall'arcidiocesi di Siviglia fino al 1546 quando passarono sotto al controllo dell'arcidiocesi di Città del Messico. La diocesi di León apparteneva all'arcidiocesi di Lima nel 1546. Un'altra diocesi di vita breve fu istituita ad Alta Verapaz nel 1559. Lungo la costa honduregna dei Caraibi si registrarono numerosi tentativi, che alla fine portarono nel 1561 alla creazione della diocesi di Tegucigalpa, soggetta all'Arcidiocesi di Santo Domingo.
Nel 1543 il distretto fu ufficializzato tramite la creazione di un'audiencia, che avrebbe governato buona parte dell'America centrale. Questa audiencia e quella di Lima si spartirono il territorio della precedente Audiencia Reale di Panama. Fu la prima volta che l'impero spagnolo riconobbe l'America centrale come regione a sé stante (Panama esclusa).

## Istituzione

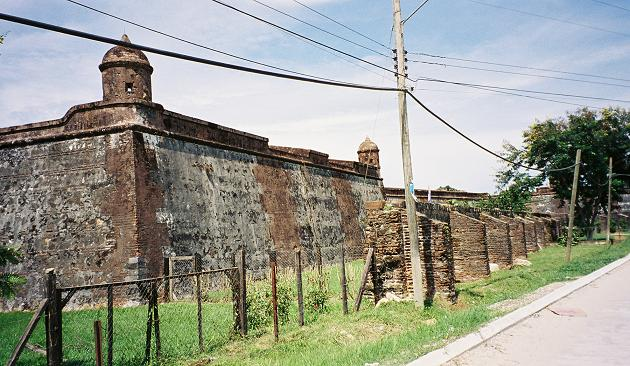
Forte di San Fernando, Omoa, costruito dagli spagnoli per difendersi dai pirati

Nel 1609 l'area divenne una capitaneria generale, quando al governatore e presidente dell'Audiencia fu concesso il titolo di capitano generale per reagire alle minacce esterne. Fu concessa autonomia in ambito militare ed amministrativo. All'incirca nello stesso periodo, la Spagna degli Asburgo creò altre capitanerie a Porto Rico (1580), Cuba (1607) e Yucatán (1617).
Nel XVII secolo iniziò un processo teso a riunificare la gerarchia ecclesiastica centroamericana. Le diocesi di Comayagua e León furono spostate sotto l'arcidiocesi di Città del Messico nel 1620 e nel 1647. Infine, nel XVIII secolo, la diocesi del Guatemala fu elevata ad arcidiocesi nel 1743, controllando quelle di León, Chiapas e Comayagua, fornendo alla regione una certa autonomia religiosa.
Attraverso le riforme borboniche, nel 1786, la corona istituì una serie di intendenzie nella regione, con l'obiettivo di sostituire i vecchi corregimientos. Agli intendenti erano concessi ampi poteri fiscali, ed erano incaricati di stimolare l'economia locale. Le nuove intendenze furono create a San Salvador (El Salvador), Chiapas, Comayagua (Honduras) e León (Nicaragua). Il governatore-capitano generale -presidente del Guatemala divenne anche superintendente general. La regione agricola meridionale della Costa Rica rimase sotto al controllo di un governatore civile e militare con diritti di controllo fiscale solo in materia militare; le spese del governo civile erano gestite dall'intendente di León. Le intendenza aiutarono a sviluppare un'identità politica locale che, in futuro, avrebbe portato alla creazione degli stati sudamericani.

## Indipendenza
Nel 1812 le Cortes di Cadice divisero la regione in due provincie: Guatemala (Guatemala, Chiapas, Honduras e El Salvador) da una parte e Nicaragua e Costa Rica dall'altra. Queste provincie esistettero tra il 1812 ed il 1814, e tra il 1820 ed il 1821, periodo nel quale fu in vigore la Costituzione spagnola del 1812. Le due provincie eleggevano sette deputati alle Cortes nel primo periodo. Il jefe político superior (governatore) del Guatemala rimase capitano generale del Centro America e del Chiapas. La capitaneria generale terminò nel 1821, quando il ceto alto locale supportò il Piano di Iguala che portò all'indipendenza ed alla creazione del Primo Impero messicano. Il Chiapas si staccò dal Messico pacificamente nel luglio del 1823, dando vita alle Province Unite dell'America Centrale. Nonostante la regione rimase per un certo tempo politicamente coesa, le forze centrifughe divisero le provincie nel 1840.